# Joseíto Fernández
José Fernández Diaz, mais conhecido por Joseíto Fernández (5 de setembro de 1908 — 11 de outubro de 1979), foi um cantor e compositor cubano, autor de várias canções bem conhecidas, incluindo a célebre Guajira Guantanamera.